# Die Frau in der eisernen Maske
Anita e la maschera di ferro ist ein italienischer Porno-Spielfilm des Regisseurs Joe D’Amato aus dem Jahr 1998.

## Handlung
Die Geschichte spielt am Hof von Versailles. Der König von Frankreich hat Zwillingstöchter: Madeleine, gut erzogen und jungfräulich; und Jacqueline, pervers und sexuell besessen. Bevor er sich auf eine Seereise begibt, sperrt er die eigensinnige Jacqueline in einen Turm und zwingt sie, eine eiserne Maske zu tragen. Später wird das königliche Schiff jedoch von Piraten angegriffen und François, Madeleines Verlobter, wird entsandt, um nach dem vermissten König zu suchen. Währenddessen verführt Jacqueline ihre Wache Maximillian und flieht mit seiner Hilfe. Sie tritt an die Stelle von Madeleine und bald steht die Zukunft Frankreichs auf dem Spiel. Schließlich kehrt François zurück, um die Situation zu retten, und Jacqueline muss mit Maximillian aus dem Palast fliehen. Madeleine, die zu Unrecht inhaftiert und gezwungen wurde, die Eisenmaske zu tragen, kann nun den Mann heiraten, den sie liebt.

## Veröffentlichung
Der Film wurde 1998 in Italien auf DVD veröffentlicht. Mittlerweile wurde er in mehreren anderen Ländern wie z. B. in Deutschland als Die Frau in der eisernen Maske von Goldlight Productions als DVD, in Russland von Korporatsiya Arena auf VHS, in den USA von In-X-Cess Productions auf DVD oder in Südkorea von Bitwin auf DVD veröffentlicht.

## Wissenswertes
- Der Film ist eine Pornoadaption der Filme Die Frau mit der eisernen Maske oder auch Der Mann in der eisernen Maske – obwohl er keine Parodie darstellt.